# 西南菝葜
西南菝葜（学名：Smilax bockii）为百合科菝葜属下的一个种。

## 扩展阅读
- 維基物種上的相關：西南菝葜